# Rothneyia insularis
Rothneyia insularis là một loài tò vò trong họ Ichneumonidae.